# Fuchs Geh'Voran (Fox on the Run)
Fuchs Geh'Voran е тест сингъл на германската рок група „Скорпиънс“, издаден през 1975 г. от „Колорит Рекърдс“ по време на прехода в своята кариера, който музикантите правят през втората половина на 70-те години на 20-и век. Двете песни, които са включени в сингъла са записани с помощта на музикалния продуцент Дитер Диркс и представляват кавър версии на популярните песни на британската рок група „Суит“ Fox on the Run и Action, изпети на немски език от Клаус Майне и Улрих Джон Рот. Записите са направени за да се провери дали е възможно бъдещо сътрудничество между „Скорпиънс“ и Дитер Диркс, което се потвърждава по-късно през същата година с издаването на студийния албум In Trance.
Въпреки първоначалните планове Fuchs Geh'Voran да не се издава, двете страни се споразумяват и сингълът е пуснат за продажба във формат от 7-инчова грамофонна плоча, а името на групата, изписано върху обложката е „Хънтърс“, вместо „Скорпиънс“. Сингълът никога не е преиздаван на компактдиск и не фигурира в официалната дискография на групата, но в началото на 21-и век и двете песни от изданието са включени последователно в неофициалната компилация Taken B-Side и бутлега Grugahalle, Essen, Germany 04-26-1975.

## Списък на песните

### Страна едно
1. Fuchs Geh'Voran – 3:16 (кавър на „Суит“, с оригинално заглавие Fox on the Run от албума Desolation Boulevard (1974)

### Страна две
1. Wenn Es Richtig Losgeht – 3:98 (кавър на „Суит“, с оригинално заглавие Action от албума Strung Up (1975)

## Музиканти
- Клаус Майне – вокали
- Рудолф Шенкер – китари
- Улрих Джон Рот – китари
- Руди Ленърс – барабани
- Франсис Буххолц – бас